# Meropesta
Meropesta is een geslacht van de familie der Mactridae. 

## Soorten (selectie)
- Meropesta capillacea
- Meropesta nicobarica
- Meropesta sinojaponica